# 즉석결선투표제

즉석결선투표제(Instant-Runoff Voting: IRV)란 1명의 대표자를 선출하는 선거에서 모든 후보에게 순위를 매겨 투표한 뒤 과반수 득표한 후보가 없으면 꼴찌부터 탈락시켜 탈락후보를 제외하고 1위 후보를 다시 매겨 과반수 득표자를 선출하는 선거제도이다.

## 명칭
대안 투표(AV: Alternative Vote)라고도 한다.

## 같이 보기
- 단기 이양식 투표 제도
- 결선투표제